# Природно-заповідний фонд Миргородської міської ради
Природно-заповідний фонд Миргородської міської ради становить 2 об'єкти ПЗФ (обидва місцевого значення). Загальна площа ПЗФ — 65,9 га.

## Об'єкти
| Назва об'єкта                                 | Тип, категорія, значення                         | Рік створення | Площа (га) | Місцезнаходження       | Зображення |
| --------------------------------------------- | ------------------------------------------------ | ------------- | ---------- | ---------------------- | ---------- |
| «Березовий гай»                               | Заказник ландшафтний місцевого значення          | 1999          | 63,9       | Північна частина міста |            |
| «Джерело мінеральної води на території парку» | Пам'ятка природи гідрологічна місцевого значення | 1964          | 2          | Територія курорту      |            |